# Bute Inlet
Das Bute Inlet ist ein Fjord an der Westküste der kanadischen Provinz British Columbia.
Der Fjord befindet sich im Norden des Strathcona Regional District. Die im Mittel 3,4 km breite Bucht schlängelt sich 80 km in nördlicher Richtung in die Pacific Ranges im Süden der Coast Mountains. In das nördliche Kopfende münden die Flüsse Homathko River und Southgate River. Am südlichen Ausgang befindet sich die Insel Stuart Island, eine der Discovery Islands. Östlich der Insel ist der Fjord mit dem Calm Channel, westlich mit dem Cordero Channel verbunden.
Benannt wurde das Bute Inlet, sowie das davorliegende Stuart Island, im Jahr 1792 von Kapitän George Vancouver nach John Stuart, 3. Earl of Bute (1713–1792), einem britischen Politiker.
Der geplante Bau einer Straßenverbindung zwischen der Mündung des Bute Inlet und Alexandria, welcher von Alfred Waddington vorangetrieben wurde, war im Jahr 1864 schließlich Auslöser für den Chilcotin-Krieg.